# Encarnación (escultura)
Encarnación é uma técnica de escultura empregada pelo artista espanhol Juan Martínez Montañés no século XVII (período barroco), é usada para criar esculturas realistas, daí o nome (que se traduz em português como ' encarnação ' ou 'trazendo à vida'), que após esculpir e secar por 6 meses são pintadas, envernizadas e lixadas. Essas etapas são repetidas várias vezes até que um brilho natural seja alcançado.